# No. 6 Squadron RAAF
Le No. 6 Squadron RAAF est un squadron d'entraînement et de bombardiers de la force aérienne royale australienne (RAAF). 
Il est formé en 1917 en Angleterre pendant la Première Guerre mondiale et sert d'unité d'entraînement. Il est dissous en 1919 mais est reformé en Australie au début de 1939. Il prend au combat de la Seconde Guerre mondiale en tant qu'escadron de bombardiers légers et de patrouille maritime. Il participe à la campagne de Nouvelle-Guinée et à la campagne de Nouvelle-Bretagne avant d'être dissous après la guerre.
L'escadron est réorganisé en 1948 en tant qu'unité de conversion opérationnelle (en) des bombardiers de la RAAF. Il est utilisé principalement comme tel depuis cette époque, bien qu'une  capacité de frappe secondaire ait également été maintenu et qu'il a été chargé de missions de reconnaissance entre 1979 et 1993. 
Le No. 6 Squadron est actif depuis la base aérienne d'Amberley, dans le Queensland. Il s'équipe de Boeing F/A-18E/F Super Hornet entre janvier 2011 et décembre 2016. Il reçoit des Boeing EA-18G Growler en 2017.

## Historique

### Première Guerre mondiale
Le No. 6 (Training) Squadron est formé à Parkhouse (Angleterre) le 15 juin 1917, durant la Première Guerre mondiale, par l'Australian Flying Corps (AFC) en tant qu'unité d'entraînement au pilotage. L'unité est initialement désignée sous le nom de No. 30 (Australian Training) Squadron, Royal Flying Corps et son rôle est de former des pilotes de chasse pour le service avec le No. 2 Squadron de l'AFC (qui est désigné à l'époque sous le nom de No. 68 (Australian) Squadron RFC) sur le front occidental.

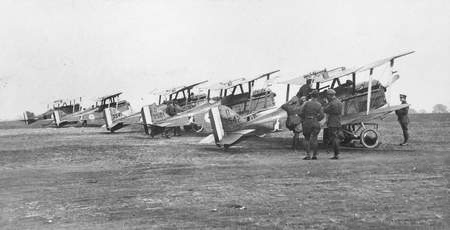
Cinq S.E.5 du No. 6 Squadron à Minchinhampton en 1917.

Le squadron déménage à Shawbury le lendemain de sa formation, puis à Ternhill le 29 juin. Le 1er septembre, il fait partie de la 1ère escadre d'entraînement (No. 1 Wing RAAF (en)) lorsque cette unité est créée pour commander les quatre escadrons d'entraînement de l'AFC en Angleterre (les autres étant les No. 5 (en), No. 7 et No. 8 Squadron (en)). En janvier 1918, l'escadron est rebaptisé No. 6 Squadron AFC ; les autres unités AFC sont également renommées à cette époque. Il déménage à Minchinhampton le 25 février. 
L'escadron utilise plusieurs types d'avions pour former les pilotes, notamment le Bristol Scout D, le Sopwith 1½ Strutter, le Sopwith Pup, l'Avro 504, l'Airco DH.5, le Royal Aircraft Factory S.E.5 et le Sopwith Camel. Alors que la plupart de ces types d'avions sont dépassés et ne conviennent qu'à l'entraînement élémentaire au vol, les S.E.5, les Sopwith Pup et les Sopwith Camel sont à jour et en service dans les unités de combat en France.
Comme les autres unités de la No. 1 Wing, le No. 6 Squadron continue à former des pilotes après la fin de la guerre. Il s'agit d'occuper le personnel en attendant son retour en Australie et de renforcer l'AFC,. L'escadron est dissous en mars 1919, et son personnel quitte Minchinhampton pour retourner en Australie le 6 mai de la même année,.

### Seconde Guerre mondiale

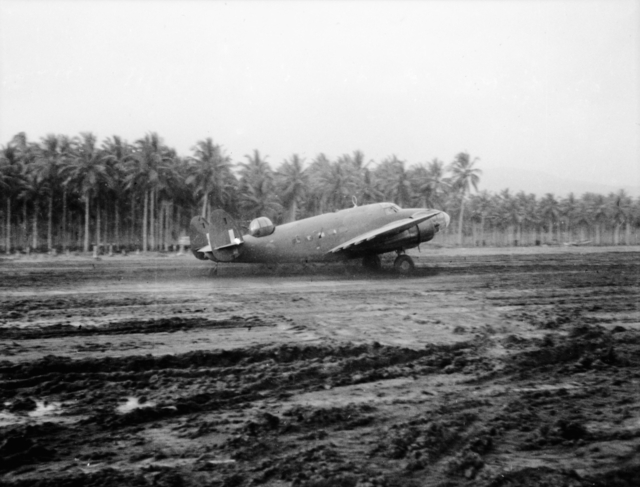
Un Hudson du No. 6 Squadron circulant sur l'aérodrome de Gurney dans la baie de Milne en septembre ou octobre 1942.

Le 1er janvier 1939, le No. 4 Squadron, situé sur la base aérienne de Richmond dans la banlieue de Sydney, et équipé d'avions de patrouille Avro Anson, est rebaptisé No. 6 Squadron. Le No. 4 Squadron est chargé d'effectuer des patrouilles de reconnaissance le long de la côte est de l'Australie et d'entreprendre des exercices d'entraînement avec la Royal Australian Navy (RAN). Ces tâches se poursuivent après le changement de nom de l'escadron, et au début de 1939, il se voit confier le rôle supplémentaire de fournir une formation de conversion (en) sur l'Anson pour les nouveaux pilotes et mitrailleurs aériens,. Les activités de patrouille maritime de l'escadron sont entravées par les limites de ses Anson ; ils sont obsolètes et ont un rayon d'action et une capacité d'emport de bombes inadéquate. Le 28 avril 1939, un Anson du No. 6 Squadron s'écrase près de Riverstone (en), tuant les quatre membres d'équipage.
Après le début de la Seconde Guerre mondiale, le No. 6 Squadron escorte des convois au large de la côte est australienne et entreprend des exercices d'entraînement avec l'Australian Army et la RAN. Les Anson de l'escadron sont remplacés par douze bombardiers légers Lockheed Hudson Mark I en avril et mai 1940. Ces appareils sont  beaucoup plus performants que les Anson. Ils ont un rayon d'action plus important, une vitesse plus élevée et une plus grande capacité d'emport de bombes. L'escadron reste basé à Richmond, mais des détachements sont effectués sur d'autres pistes d'atterrissage le long de la côte est lorsque l'escadron escorte des convois de troupes. En août 1940, l'escadron effectue des patrouilles à longue distance à la recherche de raiders allemands présents dans la mer de Tasmanie, mais sans succès.
Le No. 6 Squadron poursuit ses missions de patrouille maritime dans les mois qui suivent le déclenchement de la guerre du Pacifique en décembre 1941. A cette époque, l'escadron comprend six appareils basés à Richmond et quatre autres basés à Station Laverton près de Melbourne. Fin décembre, huit Hudson de l'escadron sont envoyés en Malaisie pour compenser les pertes subies par les escadrons No. 1 et No. 8 Squadron lors de la campagne de Malaisie. En janvier 1942, le No. 6 Squadron est rééquipé de Hudson Mark IV à plus longue portée. Au début de ce même mois, deux de ces appareils sont envoyés pour effectuer une reconnaissance photographique urgente de la base japonaise de Truk, dans le Pacifique central, sur l'ordre de l'air vice-marshal William Bostock. L'un des appareils souffre de problèmes mécaniques après son arrivée à l'aérodrome avancé de Kavieng en Nouvelle-Irlande d'où l'opération doit être menée, mais l'autre réussit à survoler Truk le 8 janvier ; il s'agit du plus long vol de reconnaissance photographique entrepris par un appareil terrestre de la RAAF pendant la Seconde Guerre mondiale,. Le 22 janvier, une escadrille de quatre appareils est détaché du No. 6 Squadron et transféré au No. 32 Squadron (en) nouvellement formé à Port Moresby en Nouvelle-Guinée. Le rôle de patrouille maritime de l'escadron prend de l'importance à partir de mai 1942, lorsque les sous-marins japonais commencent à opérer au large de la côte est australienne. Le 5 juin, l'équipage d'un Hudson du No. 6 Squadron attaque ce qu'il croit être un sous-marin immergé à 190 kilomètres au nord-est de Sydney. Au milieu de l'année 1942, l'escadron abandonne ses Hudson Mark IV et est rééquipé de modèles Mark III.
À la fin du mois d'août 1942, le No. 6 Squadron se rend sur l'île Horn dans le détroit de Torres et établit un détachement de quatre appareils à l'aérodrome de Gurney dans la baie de Milne en Nouvelle-Guinée,. Ce détachement est formé pour assurer la reconnaissance et le soutien par bombardement de la garnison australienne qui s'y trouve, et qui doit être attaquée. Les forces japonaises débarquent dans la baie de Milne dans la nuit du 25 au 26 août, déclenchant la bataille de la baie de Milne qui se termine par une victoire des Alliés au début du mois de septembre. Le No. 6 Squadron effectue des patrouilles de reconnaissance et de lutte contre les navires à partir des aérodromes de la baie tout au long de la bataille. Il attaque le 29 août un convoi de trois destroyers et trois patrouilleurs japonais qui transportent des renforts. Bien que l'escadron affirme avoir endommagé un destroyer au cours de cette opération, la force japonaise n'a en fait subi aucun dommage,. Après la victoire des Alliés, les Hudson de l'escadron continuent à patrouiller dans la région et coulent un navire de transport japonais près de l'île Woodlark le 26 septembre. Le 11 octobre, les éléments de l'escadron basés sur l'île Horn se déplacent vers Wards Strip, situé près de la ville de Port Moresby, d'où ils effectuent des patrouilles anti-sous-marines aux côtés du No. 100 Squadron. Pendant une grande partie du mois de novembre, l'escadron soutient également les forces de l'armée australienne engagées dans la campagne de la piste Kokoda en larguant des fournitures et en évacuant des soldats malades. Du 6 décembre jusqu'à la fin du mois, le No. 6 Squadron effectue des raids de bombardement nocturnes sur les têtes de pont japonaises à Buna, Sanananda et Gona, dont une attaque sur un destroyer au large de Buna. Vers la fin du mois de décembre, l'escadron est concentré à l'aérodrome de Turnbull (en), dans la baie de Milne, d'où il effectue des reconnaissances et des patrouilles anti-sous-marines.

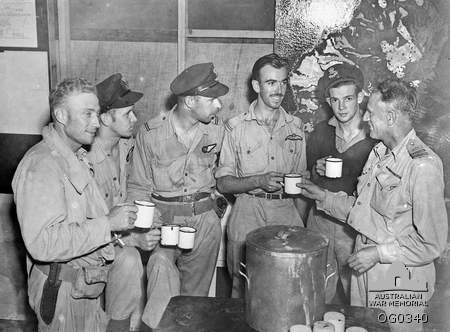
Un équipage du No. 6 Squadron après un raid sur Rabaul en novembre 1943.

Dans la nuit du 17 janvier 1943, 24 avions japonais attaquent l'aérodrome de Turnbull, détruisant l'un des Hudson du No. 6 Squadron et endommageant les autres. Bien que l'escadron n'ait pu mener aucune opération pendant plusieurs semaines après cette attaque, les appareils endommagés sont réparés par la suite. En mars, il participe à la bataille de la mer de Bismarck en recherchant des barges et en attaquant les canots de sauvetage transportant les survivants des navires japonais qui ont été coulés,. En raison du taux élevé d'activités aériennes de l'unité, les Hudson souffrent de plus en plus de problèmes mécaniques, ce qui peut avoir contribué à une baisse du nombre d'heures de vol de l'escadron à partir de mars 1943. Le 20 juillet, le No. 9 Operational Group RAAF, qui commande le No. 6 Squadron et d'autres unités de la RAAF en Nouvelle-Guinée, interdit aux Hudson de l'escadron de participer à toute autre opération de combat en raison de leur mauvais état. Il est décidé à ce moment-là de rééquiper l'escadron avec des Bristol Beaufort de construction australienne. Pour effectuer ce changement, les équipages des Hudson rentrent en Australie et sont remplacés à partir de septembre par de nouveaux équipages, aux commandes de Beaufort. Pendant cette période, le personnel au sol de l'escadron est fréquemment utilisé comme main-d'œuvre car il n'a pas d'avion à entretenir.
Après avoir reçu ses nouveaux appareils, l'escadron est chargé de mener des attaques anti-navires, et il coopère avec le No. 100 Squadron lors d'une attaque contre un convoi japonais près du Cap Saint George (en) dans la nuit du 20 octobre, au cours de laquelle un pilote du No. 6 Squadron affirme avoir endommagé un croiseur,. Le No. 6 Squadron bombarde également des positions japonaises en Nouvelle-Bretagne au cours du mois d'octobre, conjointement avec le No. 100 Squadron. En plus de ces opérations offensives, l'escadron effectue régulièrement des patrouilles anti-sous-marines pour protéger les navires alliés. En novembre, l'escadron s'installe sur l'île Goodenough et fait partie de la No. 71 Wing RAAF aux côtés du No. 8 et du No.100 Squadron. De novembre 1943 à mars 1944, le No. 6 Squadron prend part à des attaques contre la principale base japonaise de Rabaul, et frappe également d'autres cibles dans la région pour soutenir les forces navales et terrestres engagées dans la campagne de Nouvelle-Bretagne. À partir de mars, il entreprend principalement des escortes de convois et des patrouilles anti-sous-marines, qui se déroulent sans incident. Les opérations sont entravées par des problèmes mécaniques avec ses Beaufort. Ces derniers proviennent d'autres escadrons de la RAAF et ont été remis en état. Ce problème persiste jusqu'en octobre, lorsque l'escadron reçoit une allocation d'appareils de construction récente.
Le No. 6 Squadron est de nouveau en action à la fin de 1944. À partir de la fin octobre, il mène, avec les autres unités de la No. 71 Wing, des attaques sur Rabaul et d'autres endroits en Nouvelle-Bretagne pour soutenir le débarquement de la 5e division australienne dans la baie de Jacquinot et les opérations ultérieures sur l'île. Entre décembre 1944 et janvier 1945, le No. 6 Squadron déménage à l'aérodrome de Dodobura (en), d'où il continue à soutenir les opérations de l'armée australienne en Nouvelle-Bretagne et dans la région d'Aitape-Wewak en Nouvelle-Guinée. Cependant, il y a peu de cibles à portée de Dobodura, et l'escadron voit peu de combats en 1945. Malgré la nature limitée des raids menés depuis Dobodura, les opérations offensives de l'escadron sont entravées par une pénurie de bombes. Un détachement de six appareils est déployé à Tadji (en) entre la fin avril et le 13 mai pour participer à des attaques sur les positions japonaises près de Wewak aux côtés des Beaufort des No. 7, No. 8, No. 15 (en) et No. 100 Squadron,. L'escadron effectue peu de vols opérationnels à partir de la fin mai, et en juin, son commandant recommande dans son rapport mensuel que le No. 6 Squadron soit dissous ou rééquipé et envoyé dans une zone plus active. Le quartier général de la RAAF ne répond pas à cette proposition, et de nombreux autres escadrons australiens sont pareillement sous-employés à cette époque. Les dernières opérations offensives de l'escadron sont entreprises par un détachement de deux Beaufort qui sont déployés à Biak en juillet ; ces appareils bombardent les positions japonaises dans la région aux côtés des P-40 Kittyhawk exploités par le No. 120 (NEI) Squadron (en). Après la fin de la guerre, l'escadron largue des tracts pour informer les troupes japonaises que leur pays s'est rendu et continue à effectuer des patrouilles anti-sous-marines. En septembre, tous les équipages de l'escadron sont affectés à des unités situées plus loin de l'Australie et sont remplacés par des équipages de ces escadrons. L'escadron commence également à effectuer des vols réguliers de messagerie entre Dobodura et la baie de Milne au cours du mois. Le No. 6 Squadron reste à Dobodura jusqu'au 18 octobre 1945, date à laquelle il retourne en Australie et est dissous à Kingaroy, dans le Queensland, le 31 du mois. L'escadron a subi 35 décès pendant la Seconde Guerre mondiale.

### Unité de conversion opérationnelle

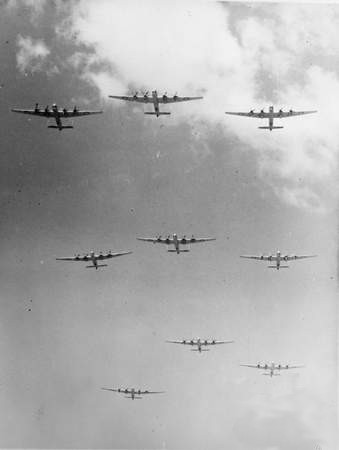
Une formation de neuf bombardiers lourds Avro Lincoln des No. 2 et No. 6 survolant la base aérienne d'Amberley en 1953.

Le 23 février 1948, le No. 23 Squadron (en) est rebaptisé No. 6 Squadron. L'unité est basée sur la base aérienne d'Amberley et est équipée de bombardiers lourds Avro Lincoln. L'escadron fait partie de la No. 82 Wing et est principalement chargé de former les équipages des deux unités de première ligne de l'escadre, les No. 1 et No. 2 Squadron. Son effort de formation s'accroit à partir de 1950 lorsque le No. 1 Squadron est déployé en Malaisie dans le cadre de la contribution australienne à l'insurrection communiste malaise. En octobre de cette année-là, trois des Lincoln du No. 6 Squadron traversent délibérément le nuage résultant du premier essai de la bombe atomique britannique (opération Hurricane) qui a lieu dans les îles Montebello, au large de l'Australie occidentale. Ces avions ont pour rôle de déterminer le niveau de radioactivité causé par l'explosion atomique, et le No. 6 Squadron remplit des fonctions similaires lors des essais ultérieurs de la bombe atomique britannique à Maralinga, en Australie-Méridionale. Plusieurs Lincoln sont si fortement contaminés par la radioactivité au cours de ces vols qu'ils ne peuvent plus voler,. L'escadron perd trois Lincoln en une seule journée le 8 avril 1953 : l'un d'entre eux est détruit après que son train d'atterrissage s'effondre lors de l'atterrissage à Amberley et deux autres sont détruits lors d'une collision au sol à Cloncurry, dans le Queensland ; aucun équipage n'est blessé dans ces accidents.
Les Lincoln du No. 6 Squadron sont remplacés par des bombardiers à réaction Canberra au début de l'année 1955, et l'unité devient opérationnelle avec ces appareils le 11 juillet. Dans le cadre de la transition vers le Canberra, les équipages restants de l'escadron sont affectés à l'escadron de conversion Lincoln, qui continue à soutenir le No. 1 Squadron en Malaisie, et les équipages de remplacement sont affectés au No. 2 Squadron. L'escadron subit un certain nombre d'accidents au cours des deux années suivantes, au cours desquelles plusieurs Canberra sont endommagés en raison de défauts de l'appareil. Le No. 6 Squadron poursuit ses activités d'entraînement avec le nouvel appareil, notamment des déploiements réguliers à Darwin, dans le Territoire du Nord, pour participer à des exercices de défense aérienne, ainsi que des vols d'entraînement en Malaisie et en Nouvelle-Zélande. Au début de l'année 1967, la plupart du personnel de l'escadron est transféré au No. 2 Squadron afin d'amener cette unité à son plein effectif avant son déploiement au Sud-Vietnam dans le cadre de l'engagement de l'Australie dans la guerre du Vietnam. À partir de ce moment, le No. 6 Squadron est fortement engagé dans la formation des équipages pour le service au Sud-Vietnam.
À la fin des années 1960, les No. 1 et No. 6 Squadron doivent être rééquipés d'avions d'attaque General Dynamics F-111C à partir de 1968. Des problèmes mécaniques avec les F-111 de l'United States Air Force (USAF) amènent toutefois la RAAF à reporter l'acceptation de ces appareils, ce qui entraine la nécessité d'un appareil provisoire pour équiper les deux escadrons. Des McDonnell Douglas F-4 Phantom II sont loués à l'USAF et le No. 6 Squadron est rééquipé de ces appareils entre septembre et octobre 1970. Les Phantom s'avèrent très performants, bien que l'un d'entre eux soit gravement endommagé lors de son premier vol à Amberley lorsqu'il tente un atterrissage d'urgence et que le câble d'arrêt se rompt. Il est réparé par le No. 3 Aircraft Depot (en). Les Phantom restants sont rendus à l'USAF le 4 octobre 1972, avant la livraison des F-111C,,.

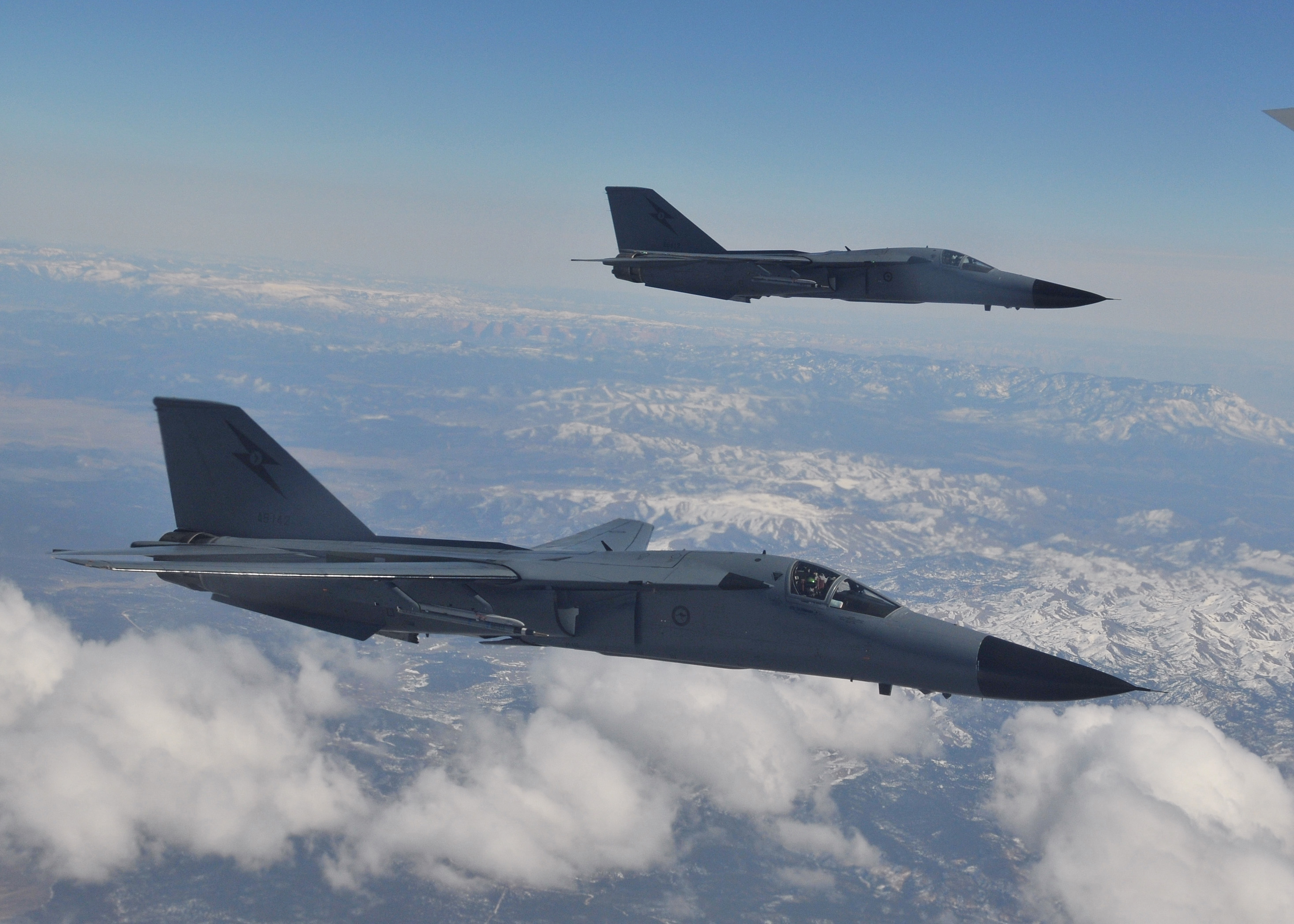
Deux F-111C du No. 6 Squadron en 2009.

Les premiers F-111C du No. 6 Squadron arrivent à Amberley le 1er juin 1973 et l'unité effectue ses premières sorties avec ces appareils le 13 du mois. Le rôle principal de l'escadron reste celui d'une unité de conversion opérationnelle (en), bien qu'il ait un rôle secondaire de frappe. À partir du mois d'août 1979, le No. 6 Squadron acquiert un rôle de reconnaissance photographique lorsqu'il reçoit quatre appareils modifiés en RF-111C. Ces quatre appareils représentent toute l'équipe de reconnaissance de l'escadron, qui comprend des analystes photo ainsi que des équipages spécialisés. L'entraînement se déroule en Australie et dans les pays voisins, et les RF-111C sont parfois déployés aux États-Unis pour participer aux exercices qui s'y déroulent. En juin 1982, le No. 6 Squadron s'enrichit d'une escadrille de surveillance (Survey Flight), qui effectue des vols d'étude photographique en coopération avec le Royal Australian Survey Corps (en) de l'armée, à l'aide d'un Learjet loué. L'escadrille effectue des relevés dans le sud-est de l'Australie, le nord de l'Australie, les îles Fidji et certaines parties de l'Indonésie et de la Malaisie jusqu'à sa dissolution le 15 mai 1987.
En 1993, les F-111C du No. 6 Squadron sont remplacés par des F-111G qui ont été achetés à l'USAF en 1992 pour être utilisés à des fins d'entraînement. Cet achat permet aux F-111C australiens d'être utilisés principalement à des fins de frappe et de reconnaissance et prolonge la durée de vie prévue du type dans le service de la RAAF. Tous les F-111G sont affectés au No. 6 Squadron, et les F-111C et RF-111C de l'unité sont transférés au No. 1 Squadron. L'escadron a généralement sept F-111G opérationnels à tout moment.
En 2002, le gouvernement australien décide de retirer les F-111 en 2010 et de les remplacer par des Lockheed Martin F-35 Lightning II, dont la livraison est alors prévue à partir de 2012. En raison des retards pris par le programme F-35, le gouvernement décide, début 2007, de rééquiper provisoirement les No. 1 et No. 6 Squadron avec des Boeing F/A-18F Super Hornet. Les F-111G du No. 6 Squadron sont progressivement retirés du service au cours des mois suivants, à mesure qu'ils doivent faire l'objet d'un entretien majeur, et le dernier appareil de ce type vole le 3 septembre. Le dernier cours de conversion opérationnelle des F-111 s'achève à la mi-2008, et tous les F-111C et RF-111C restants sont transférés au No. 6 Squadron en novembre 2008, lorsque le No. 1 Squadron entame le processus de conversion au F/A-18F. Pendant les deux années suivantes, l'escadron fonctionne comme une unité de bombardement et de reconnaissance. Les F-111 du No. 6 Squadron sont officiellement retirés lors d'une cérémonie qui se tient à Amberley le 3 décembre 2010 et le No. 1 Squadron est déclaré opérationnel avec ses nouveaux appareils quelques jours plus tard,. Le No. 6 Squadron commence à être rééquipé de F/A-18F Super Hornet en janvier 2011 et devient opérationnel avec ces appareils le 1er mars de la même année. Le premier cours de conversion opérationnelle des Super Hornet de l'escadron s'achève en octobre 2011.

### Unité d'attaque électronique

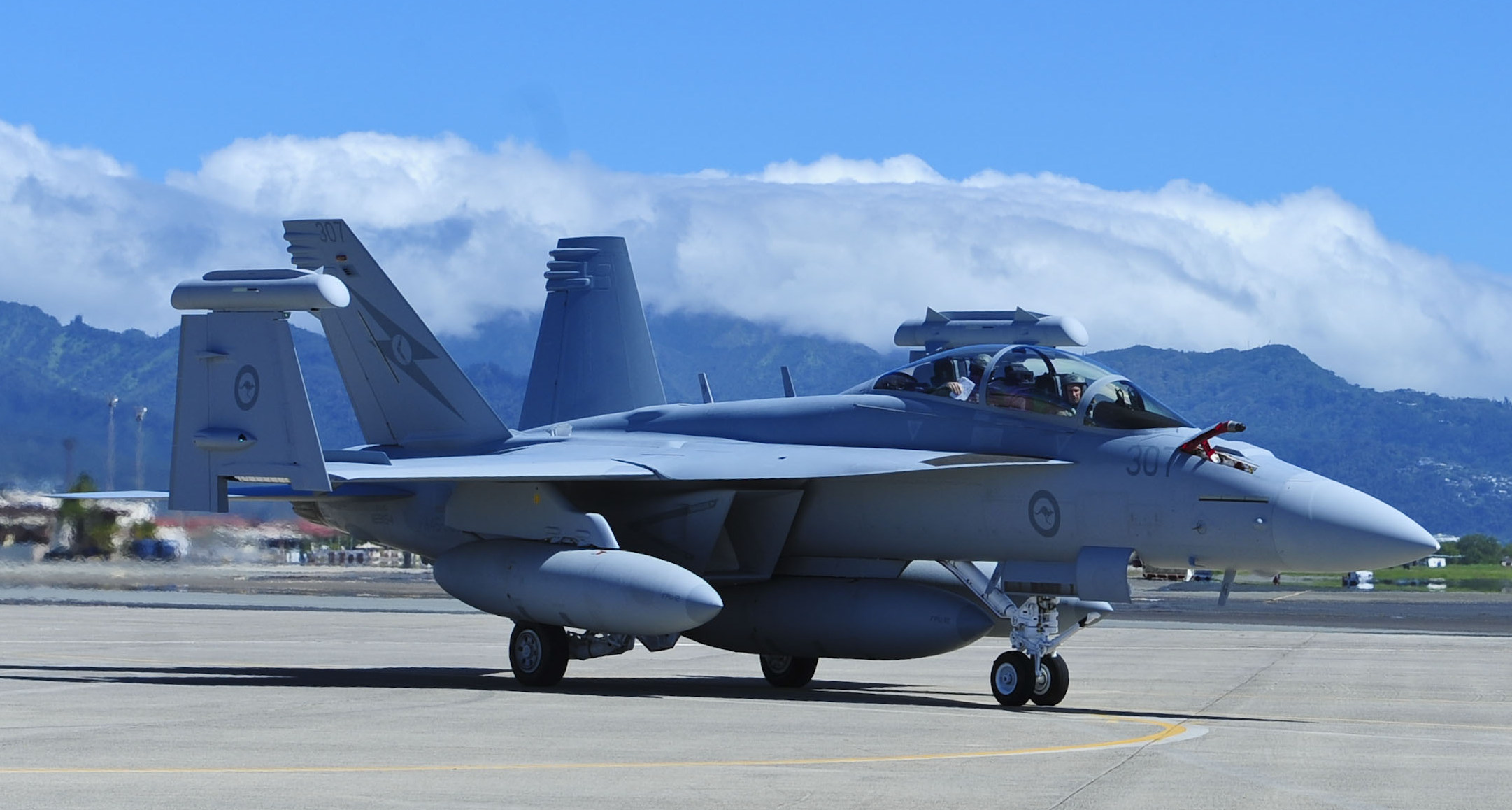
Un EA-18G Growler du No. 6 Squadron en 2017.

En mai 2013, le gouvernement fédéral annonce son intention d'acheter douze Boeing EA-18G Growler pour compléter la flotte de Super Hornet. Le No. 6 Squadron doit commencer à prendre livraison des Growler en 2017 ; le 1er décembre 2016, ses Super Hornet sont transférés au No. 1 Squadron. Depuis 2014, l'escadron devait atteindre sa capacité opérationnelle initiale avec les Growler en juin 2018 et sa pleine capacité opérationnelle en 2022. Le 7 juillet 2017, la livraison du dernier des EA-18G Growler est achevée.
En janvier 2018, les  EA-18G connaissent leur premier déploiement international, lors de l'exercice militaire Red Flag aux États-Unis. Le 28 janvier, l'EA-18G A46-311 s'enflamme au décollage, causant des dommages importants,,. Après une immobilisation au sol de neuf jours, les autres EA-18G recommencent à voler le 8 février. L'appareil endommagé est ensuite jugé irrécupérable et radié. La force Growler atteint sa capacité opérationnelle initiale le 30 avril 2019.